# Globális falu

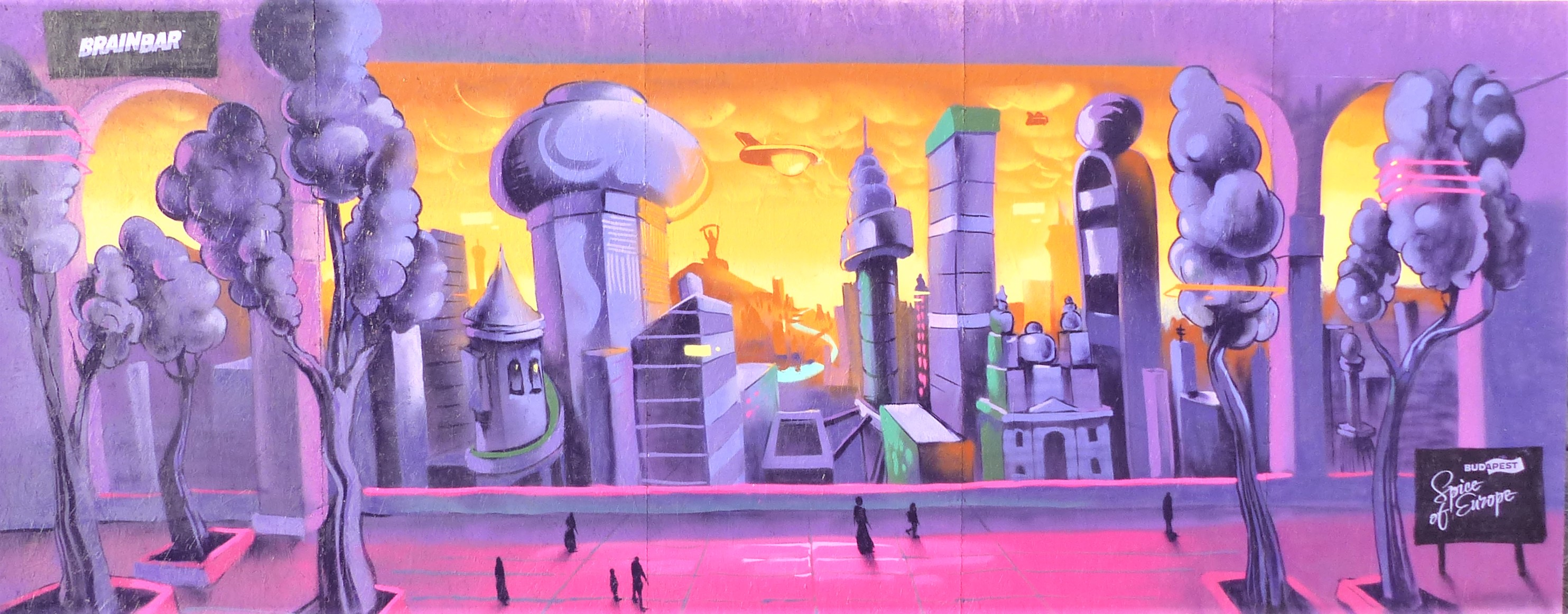
Globalopolis

A globális falu fogalmat Marshall McLuhan kanadai médiateoretikus alkotta meg az 1960-as évek elején, és arra utal, hogy az elektronikus kommunikációs technológiák fejlődésével a világ oly mértékben vált összekötötté vagy „kicsivé”, mint egy falu, amelyben az emberek gyorsan kommunikálnak és minden eseményről szinte azonnal értesülnek. A globális falu fogalommal 30 évvel előre megjósolta a World Wide Web létrejöttét.

## A fogalom értelmezése
McLuhan a globális falu kifejezést A Gutenberg-galaxis c. könyvében használja először:
Az azonban bizonyos, hogy az elektromagnetikus felfedezések újra létrehozták minden emberi viszonylatban az egyidejűség „mezőjét”, úgy, hogy a mai emberiség családja most a „globális falu” állapotában él. Az egyetlen korlátozott térben élünk, amelyben a törzsek dobjai visszhangzanak.
McLuhan koncepciója szerint az elektronikus technológia az érzékszerveink kiterjesztésévé vált. A telefon és a rádió távolsági füllé, míg a televízió és a számítógép éjjel- és messzelátóvá.
Az Understanding Media című könyve bevezetőjében McLuhan ezt írja:
Napjainkban, a több mint egy évszázados elektronikus technológia korában, globálisan kiterjesztettük a központi idegrendszerünket, eltörölve a bolygónkat érintő teret és időt.
A média pápája azt vallja, hogy az elektronikus médiának köszönhetően a kommunikáció felgyorsult, ami megjelenik a érzékelés felgyorsulásában is. A médián keresztül, úgymint a telefon, televízió, (számítógép, internet) egyre jobban össze vagyunk kapcsolódva és ez abban jelenik megy, hogy ugyanannyi idő alatt tudunk kapcsolatot teremteni valakivel a bolygó másik felén, mint valakivel akivel egy légtérben vagyunk, mint például azokkal az emberekkel akikkel egy faluban lakunk.
Most már pillanatok alatt láthatunk és hallhatunk olyan eseményeket melyek több ezer kilométerre tőlünk történnek, és gyakran gyorsabban értesülünk ezekről az eseményekről, mint a közvetlen környezetünkben lévőkről. McLuhan azt állítja, hogy az elektronikus médiának a gyorsasága az ami megengedi, hogy cselekedjünk és reagáljunk globális problémákra ugyanolyan gyorsan mintha ezek egy beszélgetés keretein belül történnének.
Ennek következményeképpen McLuhan egy új képességet vél felfedezni. Annak a képességét, hogy cselekedeteink globális hatásait azonnal érzékelhetjük, éppúgy mint a fizikai terünkben történteket. Ennek következményeképpen azt a következtetést vonja le, hogy kénytelenek vagyunk tudomást venni a globális szintű felelősségünkről, ahelyett hogy csak a közvetlen környezetünkben történtekkel foglalkoznánk. Ezt írja:
Mivel a világ elektronikusan össze van kötve, ezért nem több mint egy falu. Minden társadalmi és politikai funkció elektromos sebességen történő hirtelen betódulása intenzív mértékben fokozta az emberek tudatos felelősségvállalását.
McLuhan két „falu” metaforát különböztet meg. Az egyikben a falu egy olyan kis helyet jelent ahol az emberek gyorsan kommunikálnak és tudnak minden eseményről.
Az idő megszűnt, a tér eltűnt. Most már egy globális faluban élünk… egyidejű történés.[forrás?]
Egy szélesebb és ideálisabb értelemben a falu egy közösséget jelent és azt, hogy mi mindnyájan aktív formálói lehetünk a globális társadalomnak.
Mitologikusan és beintegrálva élünk…Az elektronikus korban, mikor a központi idegrendszerünk technológiailag kiterjeszthető, hogy az egész emberiséget magunkban foglaljuk, szükséges részt vennünk…minden cselekedetünk következményében.[forrás?]
Miénk a vadonatúj egyszerremindenütt világ. Az "idő" megszűnt, a "tér" elenyészett. Globális faluban élünk... Egy szimultán happeningban. Visszatértünk az akusztikus térbe. Elkezdtük újjáalkotni azt az ősi érzést, azokat a törzsi érzelmeket, melyektől az alig pár évszázados írástudás elválasztott minket.